# Trimestriel

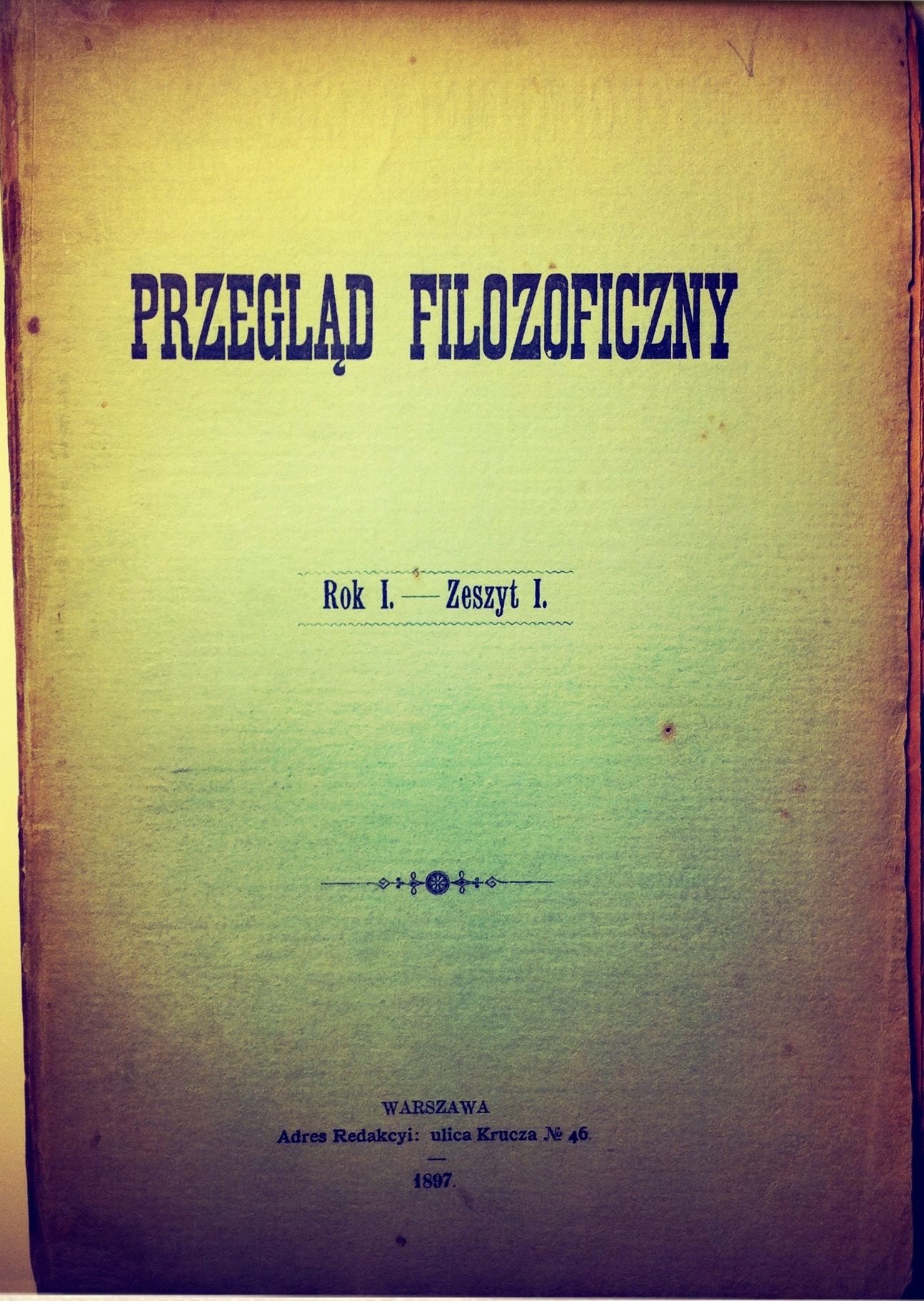
Przegląd Filozoficzny, revue trimestrielle polonaise.

Trimestriel, (du latin tri, « trois » et mensis, « mois »), est un terme signifiant qu'un événement se passe une fois tous les trois mois.

## Presse périodique
Un trimestriel est un titre de presse écrite qui parait tous les trois mois, ou une fois par trimestre, en général sous la forme d'un magazine ou d'une revue d'études.